# Euso
Euso là một chi nhện trong họ Ochyroceratidae.